# Šentovec
Šentovec je naselje v Občini Slovenska Bistrica.